# دن دوریا
دن دوریا (انگلیسی: Dan Duryea; ۲۳ ژانویهٔ ۱۹۰۷ – ۷ ژوئن ۱۹۶۸) یک هنرپیشه اهل ایالات متحده آمریکا بود.
از فیلم‌ها یا برنامه‌های تلویزیونی که وی در آن نقش داشته‌است می‌توان به خیابان اسکارلت، توپ آتش، روباه‌های کوچک، خانم پارکینگتون، صحرا، ثاندر بی، غرور یانکی‌ها، دره تصمیم و بازگشت طولانی جونز اشاره کرد.